# 橋本俊治
橋本 俊治（はしもと しゅんじ、1978年（昭和53年）7月1日 - ）は、日本の元ラグビー選手。京都産業大学ラグビー部出身。

## プロフィール
- 大阪市平野区出身。
- ポジションはスクラムハーフ(SH)。
- 身長 165cm、体重 60kg

## 経歴
大阪市立平野北中学校で、ラグビーを始める。その後、布施工業高校、京都産業大学でラグビーを続け、2001年4月より、近鉄ライナーズに所属する。2006年度には、バイスキャプテンを務めた。2008年現役を引退した。

## 代表歴
- 大阪代表
- 関西代表